# Danny Gabbidon
Daniel Leon Gabbidon (Cwmbran, 8 de agosto de 1979) é um futebolista galês que atua como zagueiro. Atualmente, joga pelo Panteg como lateral direito. 